# بخش‌های آرژانتین

 بخش‌های آرژانتین ' یا دپارتمان (به اسپانیایی: departamentos) دومین بخش از تقسیمات اداری و کشوری آرژانتین پس از استان‌ها را تشکیل می‌دهند.آن‌ها در تمام نقاط آرژانتین به جزء استان بوئنوس آیرس و شهر خودمختار بوئنوس آیرس، پایتخت این کشور، که هر یک دارای تشکیلات اداری متفاوتی هستند گسترش یافته‌اند.
به استثنای بخش‌های سه استان لا ریوخا ، مندوسا و  سان خوآن هیچ‌یک از بخش‌ها قدرت اجرایی و مجمعی مستقل ندارند. در مجموع بدون احتساب دو بخش که مورد مناقشه بین‌المللی هستند یعنی تیرا دل‌فوئگو ، منطقه جنوبگان آرژانتین و جزیره آتلانتیکو که شامل جزایر فالکلند و جزایر جورجیای جنوبی و ساندویچ جنوبی می‌باشد، ۳۷۷ بخش در این کشور وجود دارد.
در میان این بخش‌ها، ۳۱ بخش دارای اسم‌های یکسان هستند که در میان آن‌ها نام بخش مانوئل بلگرانو با هفت بار تکرار، پرتکرارترین نام از بخش‌های ۳۷۷ گانه کشور آرژانتین می‌باشد.